# Défense et Sécurité internationale
Pour les articles homonymes, voir DSI.
Défense et Sécurité internationale (DSI) est le principal magazine mensuel français spécialisé dans les questions de défense, de géostratégie et d'armements. Il a été créé et est dirigé par Alexis Bautzmann, son rédacteur en chef étant Joseph Henrotin.

## Description
Sa parution a lieu en général au début du mois. DSI est disponible en kiosque dans près de 30 pays, dont la France, la Belgique, le Maroc, le Canada, l'Allemagne, l'Autriche, l'Italie, la Grèce, le Portugal, la Suisse, le Cameroun, la Côte d'Ivoire, le Sénégal et le Gabon. Il est également disponible sur abonnement.
DSI propose également des hors-série : DSI Hors-Série (bimestriel), DSI Dossiers & Documents ainsi que, depuis septembre 2008, une publication-sœur, le bimestriel DSI-Technologies (anciennement Technologie et Armement). Depuis juin 2010, la revue est devenue Technology and Armament et constitue la première publication de défense d'origine française intégralement rédigée en anglais.  
Défense et Sécurité internationale (DSI) est publié sous le contrôle du Centre d'analyse et de prévision des risques internationaux (CAPRI). Il figure par ailleurs comme le seul magazine français consacré aux questions de Défense à bénéficier d'un statut de revue académique, et est à ce titre diffusé sur la plateforme de revues scientifiques et universitaires JSTOR.
Selon le journaliste Jean-Dominique Merchet, le magazine DSI est « bien connu de tous les passionnés de la chose militaire », et le « mensuel s'est rapidement imposé comme une référence dans son domaine ».